# Нечипуренко Василь Васильович
Василь Васильович Нечипуренко (? — ?) — український радянський діяч, новатор виробництва, майстер Миколаївського суднобудівного заводу імені 61 комунара Миколаївської області. Депутат Верховної Ради СРСР 2-го скликання.

## Життєпис
На 1945—1946 роки — майстер Миколаївського суднобудівного заводу імені 61 комунара Миколаївської області.
Потім — на пенсії.